# モダイオラス
モダイオラス（英: modiolus）は様々な口筋が合流する顔面部の結節状組織である。口角結節（こうかくけっせつ）、口角筋軸とも。

## 概要
モダイオラスは小臼歯の頬側部に位置する結節で、口輪筋、頬筋のほかに口角下制筋、口角挙筋、大頬骨筋、小頬骨筋、上唇挙筋、下唇下制筋、上唇鼻翼挙筋などの筋や頬小帯の繊維の一部が収縮して厚く結節状となる部位である。モダイオラスの位置には個人差・人種差があり、アフリカ形・コーカソイドでは唇交連の高さかそれより上方に位置し、アジア形では下方に位置する傾向がある。
歯科、特に義歯などの作製においては、この部分が義歯の頬側床翼（前部）形態に関係し、義歯の維持安定と口角部の機能・審美性に重要な部分とされており、診査のひとつとされることが多い。